# 술레만 케이타
술레만 케이타(Souleymane Keïta,1986년 11월 24일 ~ )는 말리 태생의 전 축구 선수이다.